# زبان‌های سامی شرقی
زبان‌های سامی شرقی یکی از سه شاخه زبان‌های سامی هستند. این گروه دارای سه زبان تاییدشده اکدی، ابلایی و کیشی است که همه آن‌ها مدت‌ها پیش منقرض شده‌اند. زبان کیشی قدیمی‌ترین زبان شناخته شده سامی است. آن‌ها تحت تأثیر زبان غیرسامی سومری قرار گرفتند و خط میخی را پذیرفتند.